# ジム・マクミリアン
ジム・マクミリアン (Jim MacMillian, 1948年3月11日 - 2016年5月16日) は、1970年代の北米プロリーグNBAで活躍したアフリカ系アメリカ人の元バスケットボール選手。ノースカロライナ州レイフォード出身、コロンビア大学卒業。身長196cm、体重97kg。ポジションはスモールフォワード。
1970年のNBAドラフトで全体13位指名を受けてNBA入り。1971-72シーズンに33連勝し、優勝したロサンゼルス・レイカーズの一員として知られる。1979年に現役から引退する。

## 生い立ちと学生時代
ノースカロライナ州レイフォード生まれニューヨーク育ちのジェームズ.M.マクミリアンは高校をトーマス・ジェファーソン高校で過ごし、バスケットボール選手としてオールシティと高校オールアメリカンに選ばれた。ニューヨーク・タイムズ紙からは東海岸で最も優秀な高校選手の一人と評されたマクミリアンのもとには、UCLAなど多くのバスケット名門校からの誘いがあったが、マクミリアンはキャンパスが近所にあり、学問にも強いコロンビア大学に進学することを決意した。

### コロンビア大学
マクミリアンとそのチームメイトはコロンビア大学バスケットボールチームにおける最も輝かしい時代を築く。マクミリアンがレギュラーに昇格した1967-68シーズンには12連勝を記録、コロンビア大史上最高勝率となる23勝5敗の成績を残し、NCAAトーナメント進出に導いた。またマディソン・スクエア・ガーデンで開催されるECACホリデー・フェスティバルのトーナメントではアイビー・リーグ所属校としては初の優勝を果たし、マクミリアンは大会MVPに選ばれた。アイビー・リーグ優勝を賭けたプリンストン大学との試合は6,000のキャパシティを誇るセント・ジョンズ大学のアリーナで行われた。コロンビア大学のアリーナは1,700席しかないため、果たして客席が観客で埋まるか不安視されたが、当日はコロンビア大の学生たちで満員となった。大声援に後押しされたマクミリアンは37得点10リバウンドの大活躍をみせ、プリンストン大学を92-74で破り、コロンビア大初となるリーグ優勝に導いた。エースとして活躍したマクミリアンはニューヨークで最も優秀なカレッジバスケ選手に贈られるハガーティ賞を受賞。同校は全米ランキング6位にランクされ、マクミリアンにも多くの注目が集まるようになる。
コロンビア大は翌1968-69シーズンを20勝4敗、さらに翌1969-70シーズンも20勝5敗と好成績を残した。マクミリアンがプレイした3年間にコロンビア大は63勝14敗の成績だった。マクミリアン個人は3年間のプレイで通算1,758得点（平均22.9得点。いずれも同校歴代2位の記録）、743リバウンドの成績を残し、オールアイビーとAP通信選出のオールアメリカンに選ばれ、全てのシーズンでハガーティ賞を受賞している。

## NBAキャリア

### ロサンゼルス・レイカーズ
コロンビア大学卒業後、1970年のドラフトにエントリーしたマクミリアンは、NBAのロサンゼルス・レイカーズから全体13位で、ABAのニューヨーク・ネッツからも1巡目指名を受けるが、マクミリアンはレイカーズ入団を選択した。1年目の1970-71シーズンはベンチスタートとして8.4得点4.1リバウンドの成績を残す。
2年目の1971-72シーズンの11月5日はマクミリアンにとって忘れがたい夜となった。前日の11月4日、レイカーズの大黒柱を長年務め上げてきたエルジン・ベイラーが、電撃引退を表明。自宅でくつろいでいたマクミリアンは彼の引退会見でこのことを知った。翌5日、試合のためアリーナのロッカールームに入ったが、チームメイトの誰もベイラーの引退について触れようとしなかった。そしてコーチのビル・シャーマンだけが、そっとマクミリアンにベイラーに代わって先発に昇格させることを告げた。その夜のボルティモア・ブレッツ戦、マクミリアンは22得点13リバウンド5アシストをあげ、見事にベイラーの代役を果たした。レイカーズはブレッツ戦を110-106で勝利した。
文字通り、レイカーズはこの夜を境に変わった。レイカーズはこの日から年を跨いで1972年1月9日のミルウォーキー・バックス戦までの実に33試合に渡って、無敗を貫いたのである。33連勝はNBAならず、北米プロスポーツ史上においても歴代最長記録である。マクミリアンはこのシーズン18.8得点6.5リバウンドの成績を残し、あの11月5日の試合以来不動の先発メンバー（ジェリー・ウェスト、ウィルト・チェンバレン、ゲイル・グッドリッチ、ハッピー・ハーストン、そしてジム・マクミリアン）の一人として33連勝を支えた。レイカーズはプレーオフも勝ち抜き、NBAファイナルではニューヨーク・ニックスを破って、ロサンゼルスに本拠地を移して以来初の優勝を遂げた。
マクミリアンは翌1972-73シーズンも平均18.9得点と好調を維持するが、レイカーズはベイラーに続いてチェンバレンも引退で失うこととなり、レイカーズは彼に代わるセンターとしてエルモア・スミスを獲得するため、マクミリアンをバッファロー・ブレーブスにトレードに出した。

### レイカーズ以後
ブレーブス（後のロサンゼルス・クリッパーズ）ではやはり主力選手の一人として3シーズンプレイし、ボブ・マカドゥーらと共にその大半を弱小チームとして過ごすブレーブスにおける短い黄金期を築き上げた。1976-77シーズンのニューヨーク・ニックス移籍を切っ掛けに大きく成績が後退。ラストシーズンはポートランド・トレイルブレイザーズで過ごし、1979年を最後にNBAから退いた。
NBAでの成績は9シーズン631試合の出場で、通算8,736得点3,319リバウンド、平均13.8得点5.3リバウンドだった。
NBA以後はイタリアに渡り、ヴィルトゥス・ボローニャで2シーズンプレイしている。

## 業績など
主な業績
- AP通信選出オールアメリカ3rdチーム　（1970年）
- アイビー・リーグ優勝　（1968年）
- NBAファイナル制覇　（1972年）

現役引退後は卸小売業者で働き、その後衣料ビジネスに携わり、自らも衣料メーカーを立ち上げた。